# ويليام أ. شتاين
ويليام أ. شتاين (بالإنجليزية: William A. Stein)‏ هو رياضياتي ومهندس أمريكي، ولد في 21 فبراير 1974 في سانتا باربارا في الولايات المتحدة. عمل سابقاً كأستاذ رياضيات في جامعة واشنطن. وهو المطور الرئيسي لسايج ماث.

## وصلات خارجية
- الموقع الرسمي